# Martin Morero
Martin Morero-Hogenbirk is een personage uit de Nederlandse tv-serie Gooische Vrouwen, vertolkt door acteur Peter Paul Muller. Het personage komt voor in de televisieserie uit 2005-2009, de twee films uit 2011 en 2014 en in de vervolgserie uit 2024.

## Achtergrond
Het volkse personage met Amsterdams accent is zeer extravert en opvallend. Voor Muller was het de uitdaging om het personage geloofwaardig neer te zetten, ondanks de karikaturale trekjes. Hij liet zich hierbij vooral inspireren door de zanger André Hazes.
De acteur kreeg in 2011 een Gouden Kalf voor zijn rol als Martin Morero in de film Gooische Vrouwen, maar hij weigerde de prijs in ontvangst te nemen. De prijs werd geschonken aan een kinderboerderij.
In 2012 zond SBS6 een praatprogramma uit met Martin Morero als gastheer. De kijkcijfers vielen echter tegen en na één seizoen werd het programma geschrapt.
Naast het televisie- en filmwerk verscheen het typetje Morero ook op concerten. Tevens was het mogelijk om de zanger in te huren.

## Personage
Martin is een Nederlandstalige volkszanger. Zijn hit Echte liefde levert hem en echtgenote Cheryl zo veel geld op, dat ze een villa in Blaricum kunnen kopen. Het volkse stel heeft echter moeite om onderdeel te worden van de Gooise gemeenschap.
Het huwelijk van Martin en Cheryl verloopt niet soepel. Martin heeft regelmatig een slippertje en probeert dat te compenseren door Cheryl te overladen met dure cadeaus.

## Seizoen 1
Martin en Cheryl komen in 't Gooi wonen en houden een house-warming voor de buurt. Martin laat Cheryl echter alles regelen, want hij moet naar de studio. In werkelijkheid spreekt hij met zijn affaire Wendy af. Tijdens de house-warming komt een van de buurtbewoners, Anton van Kampen, om het leven door dronken in het lege zwembad te springen. Wanneer Willemijn Lodewijkx een keertje langskomt in de studio ziet ze dat Wendy aan Martins geslachtsdeel zit, wat ze ook al zag op de house-warming. Willemijn vertelt het aan Cheryl, maar die gelooft het niet. Dan wordt de hond van de Morero's doodgereden nadat hij door Tippiwan Sournois buiten is gezet tijdens onweer.
Cheryl is nu echt bang dat Martin weer vreemdgaat. Ze huurt een privé-detective in om Martin in de gaten te houden. Ze krijgt foto's van de detective waarop Wendy en Martin zoenen. Martin ontkent het en zegt dat hij juist de boot afhield. Cheryl gelooft het voorlopig. Wanneer ze echter de telefoongegevens van Martin aanvraagt, komt ze erachter dat hij heel vaak met haar belt. Wanneer hij ook nog zijn mobiel thuis laat liggen en alleen maar liefdes-sms'jes van Wendy krijgt gaat Cheryl samen met Willemijn en Anouk Verschuur naar de studio en zorgt ervoor dat Wendy ontslagen wordt. Ook mag Martin even ergens anders gaan slapen. Cheryl is zo van streek dat ze met de ex van Anouk het bed in duikt: Tom Blaauw. Wanneer ze net klaar zijn vallen er allemaal rozen in de tuin, geregeld door Martin. Tom gaat snel naar huis en Cheryl sluit Martin weer in haar armen. Een paar weken later blijkt dat Cheryl zwanger is, maar het kan niet van Martin zijn, want hij is volgens een vruchtbaartheidstest onvruchtbaar. Cheryl vertelt Martin echter dat hij vader wordt en samen geven ze een babyfeest.

## Seizoen 2
De moeder van Martin, Greet Hogenbirk, komt langs bij de Morero's. Ze maakt gelijk alles schoon, maar komt erachter dat Martin weer vreemdgaat, met één of andere Lucy. Zijn moeder is onverbiddelijk en vindt dat hij ermee moet stoppen, omdat hij straks vader wordt en zij niet wil dat ze haar kleinkind niet kan zien. Martin zet er echter geen punt achter, terwijl hij dit wel wil. Als de avond van de bevalling dan eindelijk is aangebroken ligt hij toch weer met Lucy in bed. Cheryl belt hem meerdere malen, maar dit heeft hij niet door. Cheryl bevalt ondertussen van een kersverse zoon in bijzijn van Tom. Martin komt er echter achter dat hij vaak gebeld is door Cheryl en wil naar het ziekenhuis. Lucy stapt echter bij hem in de auto en raakt helemaal overstuur: ze is jaloers en trekt aan het stuur. Hierdoor krijgen de twee een ongeluk en knallen tegen een boom. Beide inzittenden liggen bewusteloos in de auto.

## Seizoen 3
Cheryl zet Martin het huis uit, omdat hij is vreemdgegaan met Lucy. Martin gaat met tegenzin weg, eerst is zijn achtergrondzangeres, Lucy, omgekomen bij het auto-ongeluk en nu wordt hij het huis uitgezet. Martin gaat tijdelijk wonen in het tuinhuis van Willemijn. Hij verhuist ook met haar mee naar haar nieuwe huis. Daar gaat hij ook in het tuinhuis wonen. Cheryl bepaalt ondertussen dat Willemijn de meter wordt, en Tom de peter, tot ongenoegen van Martin. Bij de doop van de kleine Remy Morero zingt Martin een lied voor Remy en voor Cheryl. Hij wil ze ook een kralenketting geven, maar deze neemt Cheryl niet aan. Cheryl kan uiteindelijk het vele gehuil van Remy niet aan en vraagt of Martin weer thuis komt. Hij is er natuurlijk erg snel.
Tom wil weten van Cheryl of hij de vader van Remy is en laat een vaderschapstest doen, waarvan Martin de uitslag in de brievenbus ziet liggen: Tom is 00,01% kans de vader van Remy. Martin weet nu dat Tom een Cheryl met elkaar naar bed zijn geweest, maar laat het hier bij liggen, omdat hij de vader is.
Tippiwan, die nu voor de Morero's werkt, houdt maanden later de vaderschapstest voor het licht en ziet dat er twee negens onder de nullen te zien zijn, waardoor de kans 99,01% is dat Tom de vader van Remy is. Tippiwan laat dit aan Greet zien, maar die wil er niks van weten en het verbranden. Tippiwan gooit haar echter over een balkon heen, waarna ze overlijdt. Martin is zijn moeder kwijt.
Tippiwan chanteert Cheryl nu met de vervalsing en Cheryl moet het aan Martin vertellen. Martin wordt helemaal gek als hij het hoort en vertrekt met Remy. Cheryl gooit ondertussen Tippiwan het huis uit. Martin en Remy duiken weer op op de vooravond van het huwelijk van Willemijn en Evert Lodewijkx. Martin wil Tom als donor gaan zien en laat de zaak rusten.

## Seizoen 4
Martin verhuist met Cheryl en hun hond Sinatra naar een nieuw huis, omdat Martin niet meer in het huis wil wonen waar zijn moeder is verongelukt. Martins tante, Cor Hogenbirk, komt nu op bezoek en is er waar ze kan voor Martin. Martins beste vriendin Willemijn is omgekomen bij een bomaanslag veroorzaakt door Tippiwan. Martin wordt op de begrafenis benauwd en moet zelfs naar het ziekenhuis. Waarschijnlijk worden zijn huwelijksproblemen met Cheryl hem te veel. Ze gaan samen in therapie, maar niks helpt.
Cheryl wil graag nog een kind en Martin wil dat ook wel. Hij wil echter adopteren en Cheryl wil er weer eentje van Tom. Martin legt zich er uiteindelijk bij neer, maar het gebeurt uiteindelijk toch niet, omdat Cheryl en Tom het niet kunnen, tot opluchting van Martin. Ook heeft Martin een fan, die een beetje doordraait. Ze ontvoert Cheryl en bindt haar vast op haar slaapkamer. Fan Joke trekt Cheryls kleren aan en gaat naar het huis van de Morero's. Martin schrikt zich een hoedje maar speelt mee en laat zich naar de echte Cheryl leiden. Daar vraagt hij om een honkbalknuppel. In plaats van Cheryl neer te slaan, slaat hij Joke neer, waardoor Cheryl gered is.
Na dit alles zijn Cheryl en Martin weer helemaal naar elkaar toegegroeid. Martin vraagt Cheryl daardoor voor de tweede keer ten huwelijk. Ze zegt ja en samen trouwen ze voor de tweede keer op een prachtige bestemming en gaan ze op huwelijksreis naar Thailand.

## Seizoen 5
Martin en Cheryl komen terug uit Thailand en komen voor een vervelende verrassing te staan. Tante Cor heeft foto's van Remy en het huis in de roddelbladen laten zetten, tot woede van Cheryl. Cheryl wil geen contact meer met tante Cor en Martin moet zich hier bij neerleggen, hij mist haar echter vreselijk. Tante Cor komt echter snel met een bos bloemen en maakt het weer goed met Cheryl. Martin en Cheryl krijgen ook nieuwe buren, waarvan de kat wordt vermoord door hun au pair, Tastin, alias Tippiwan. Tippiwan is dus vermomd aan de slag gegaan als au pair bij de buren. Cheryl krijgt al nare voorgevoelens, maar Martin wil er niks van horen. Wanneer Martin op een avond thuis komt met patat, heeft tante Cor Tippiwan dood moeten slaan in de keuken met een koekenpan. Samen besluiten ze haar te begraven in de achtertuin. Cheryl komt dan thuis en schreeuwt het uit, maar stemt toe.
Martin had zijn manager Barry Snijders ontslagen, in ruil voor Cheryl, maar neemt hem weer terug. Barry laat Martin weer alle contracten tekenen, als vanouds. Na een tijdje komen Cheryl en Martin er echter achter dat hun hele vermogen aan Barry is overgedragen via die contracten. De Morero's moeten verplicht verhuizen en gaan weer samen in Amsterdam wonen.

## Gooische Vrouwen (film)
Martin en Cheryl hebben alles financieel weer opgebouwd en gaan weer in 't Gooi wonen. Cheryl krijgt een nieuwe vriendin Fay. Fay bleek echter niet een heel goede vriendin te zijn wanneer ze seksuele handelingen verricht bij Martin in de poppenhoek tijdens een ouderavond. Cheryl is helemaal overstuur en vertrekt samen met haar vriendinnen naar Frankrijk. Martin is ontzet en mist zijn vrouw enorm. Hij moet oefenen voor zijn aankomende concertreeks 'Martin & Friends', waar René Froger ook gaat optreden. Martin heeft enorme spijt van zijn misstap en belt Cheryl om te zeggen dat het hem spijt. Cheryl vergeeft hem en haast zich naar de Arena. Ze komt precies op tijd aan en kan het podium op om zich te laten bezingen door Martin met het liedje "Zij".

## Gooische Vrouwen 2
In de tweede film van Gooische Vrouwen betrapt Roelien Martin op vreemdgaan. Martin voelt zich genoodzaakt dit aan Cheryl te vertellen. Wanneer hij dit vertelt raakt Cheryl compleet over haar toeren en smijt alles wat ze vast kan pakken naar hem toe. Martin laat weten voor zijn vriendin Daphne te kiezen en verlaat Cheryl. Als Daphne danst met een andere man en zich niet laat commanderen door Martin, die met haar naar huis wil, bekoelt die relatie. Martin probeert het weer goed te maken met Cheryl. Wanneer ze na een vakantie in Oostenrijk bij haar huis wordt afgezet ziet ze Martin in de tuin een lied voor haar zingen om zijn excuses aan te bieden. Ze barst in tranen uit wanneer ze hem vertelt dat heel veel van hem houdt, maar hij haar te vaak bedrogen heeft. Ze wordt getroost door haar vriendinnen. In de meerdere toekomstvooruitzichten van de dames in het Gooi komen we erachter dat Cheryl later samen met haar drie vriendinnen in een villa gaat wonen. Door alle botox in haar gezicht heeft Cheryl geen uiterlijk van een bejaarde, behalve haar nek. Ook Martin is bejaard en woont in een verpleeghuis vanwege dementie. Ze zoekt hem nog wekelijks op en helpt hem met van alles. Door zijn dementie weet hij niet meer dat ze zijn gescheiden. Op het einde van de film treedt een bejaarde Martin nog één keer op, met Remy achter het drumstel. Cheryl staat dolgelukkig toe te kijken.

## Seizoen 6
Martin heeft een nieuwe vriendin, Kimberly.

## Singles
- Echte liefde (2005)
- One more try (2006)
- Lovely day (2007)
- Blijf bij mij (2008)
- Zij (2011)
- Ik ben zo blij dat jij er bent (2012)
- Gisteren was ik nog jong (2015)
- Spijt is voor later (2024)